# Cerco de Burgos
No "cerco de Burgos", de 19 de setembro a 21 de outubro de 1812, o Exército Anglo-Português liderado pelo General Arthur Wellesley, Marquês de Wellington tentou capturar o castelo de Burgos de sua guarnição francesa sob o comando do General de Brigada Jean-Louis Dubreton. Os franceses repeliram todas as tentativas de tomar a fortaleza, resultando na retirada de Wellington. O cerco ocorreu durante a Guerra Peninsular, parte das Guerras Napoleônicas. Burgos está localizada a cerca de 210 km ao norte de Madri, na Espanha.
Após derrotar com folga o exército francês do Marechal Auguste de Marmont na Batalha de Salamanca, em julho de 1812, Wellington explorou sua grande vitória avançando sobre Madri. O Rei José Bonaparte e o Marechal Jean-Baptiste Jourdan recuaram para Valência, onde buscaram refúgio com o Marechal Louis-Gabriel Suchet. A magnitude do triunfo de Wellington também obrigou o Marechal Nicolas Jean de Dieu Soult a evacuar a Andaluzia, no sul, e recuar para Valência. Os exércitos combinados de Soult e José Bonaparte logo representaram uma séria ameaça ao domínio de Wellington sobre Madri. O exército francês, recentemente derrotado no norte, também aumentou suas forças. Wellington planejou conter a ameaça francesa do sul, enquanto esperava capturar rapidamente a posição estrategicamente importante de Burgos, que era uma importante base de suprimentos francesa. 
Em vez disso, Dubreton liderou uma defesa magistral, frustrando os ataques de Wellington repetidas vezes. As esperanças do comandante britânico foram frustradas quando suas tentativas de conter as duas contraofensivas francesas fracassaram. Com grandes exércitos de reforço franceses se aproximando de Burgos pelo nordeste e de Madri pelo sudeste, o comandante britânico recuou para o oeste, abandonando grandes áreas da Espanha que haviam sido recentemente libertadas. Naquele outono, os franceses perderam a oportunidade de derrotar o exército de Wellington. No entanto, durante a retirada para Portugal, o exército anglo-português perdeu muitos homens devido à perseguição da cavalaria francesa e à fome.

## Antecedentes
A vitória de Wellington sobre o Marechal Marmont na Batalha de Salamanca, em 22 de julho de 1812, enfraqueceu gravemente a posição francesa na Espanha. Antes do confronto, o Rei José Bonaparte havia partido com 14.000 soldados, com a intenção de reforçar o Marechal, que desconhecia a chegada dessa ajuda. Em 25 de julho, José recebeu um relatório do ferido Marmont, que encobriu a extensão do desastre. Logo, o General de Divisão Clausel relatou a verdadeira situação. Ele escreveu ao Rei: "Os exércitos geralmente sofrem com o moral após um revés, mas é difícil compreender a extensão do desânimo existente nesse caso. Não posso esconder que um espírito muito ruim prevalece. Desordens e os excessos mais revoltantes marcam cada etapa de nossa retirada." O Rei imediatamente recuou em direção a Madri. Desesperado para salvar a situação, ordenou ao Marechal Nicolas Soult que enviasse socorro e evacuasse Andaluzia, mas este recusou.
Em 30 de julho, o exército de Wellington chegou a Valladolid, a noroeste de Madri. Deixando 18.000 soldados com o Tenente-General Henry Clinton para vigiar Clausel, o comandante do Exército Britânico voltou-se para Madri com 36.000 homens. Em 11 de agosto, a Divisão de Dragões do General de Divisão Anne-François Charles Trelliard travou uma escaramuça inconclusiva com os Aliados na Batalha de Majadahonda, a noroeste de Madri. Inicialmente, os dragões franceses derrotaram a cavalaria portuguesa do Brigadeiro-General Benjamin d'Urban. Após também repelirem os dragões pesados da Legião Germânica do Rei (KGL) do Major-General George Bock, os franceses foram finalmente detidos pelo fogo do 1º Batalhão de Infantaria Leve da KGL e pela chegada de reforços pesados.
O rei José evacuou Madri, onde os anglo-portugueses entraram em 12 de agosto, sob os aplausos dos habitantes. No dia seguinte, os fortes do Retiro foram sitiados e 24 horas depois eles se renderam a Wellington, entregando 2.046 prisioneiros, grandes estoques de roupas e equipamentos, incluindo 20.000 mosquetes e 180 canhões de latão, bem como as águias do 13º Regimento de Dragões e do 51º Regimento de Infantaria de Linha. Acossados por guerrilheiros e torturados pela sede, os soldados de José recuaram até a cidade de Valência, na costa leste, onde chegaram em 31 de agosto. Valência estava sob o domínio do Marechal Louis-Gabriel Suchet. Wellington sabia que, se Joseph e Soult unissem forças, sua posição na Espanha central se tornaria perigosa. Ele contava com as chuvas de outono para manter o rio Tejo alto e impedir que ambos ameaçassem seu flanco sul. Ele esperava que os espanhóis pudessem atrasar qualquer contra-ataque francês em direção a Madri. Ele também acreditava que a captura de Burgos retardaria qualquer avanço francês vindo do norte.
Para espanto de Wellington, Clausel rapidamente reuniu seu exército derrotado e lançou um ataque ao norte. Em 13 de agosto, o general francês marchou sobre Valladolid com 25.000 soldados. Diante desse avanço, Clinton recuou para Arévalo com 7.000 soldados, enquanto o corpo espanhol do General José María Santocildes abandonou Valladolid. Clausel enviou seu tenente Maximilien Sebastien Foy para resgatar as guarnições francesas encurraladas. Enquanto os atacantes espanhóis concluíam o Cerco de Astorga e antes que ele pudesse alcançá-las, Foy resgatou as guarnições de Toro e Zamora e se reuniu com Clausel em Valladolid, em 4 de setembro, durante contra-ataque de outono francês. Wellington e 21.000 soldados se juntaram a Clinton em Arévalo em 3 de setembro. O Comandante do Exército Britânico partiu atrás de Clausel, mas o general facilmente se livrou de seus perseguidores e saiu correndo do alcance, deixando uma guarnição de 2.000 homens em Burgos. Wellington deixou o Tenente-General Rowland Hill para defender Madri com 31.000 anglo-portugueses e 12.000 espanhóis. Essa força incluía as três melhores divisões de Wellington.

## Cerco

### Monte São Miguel

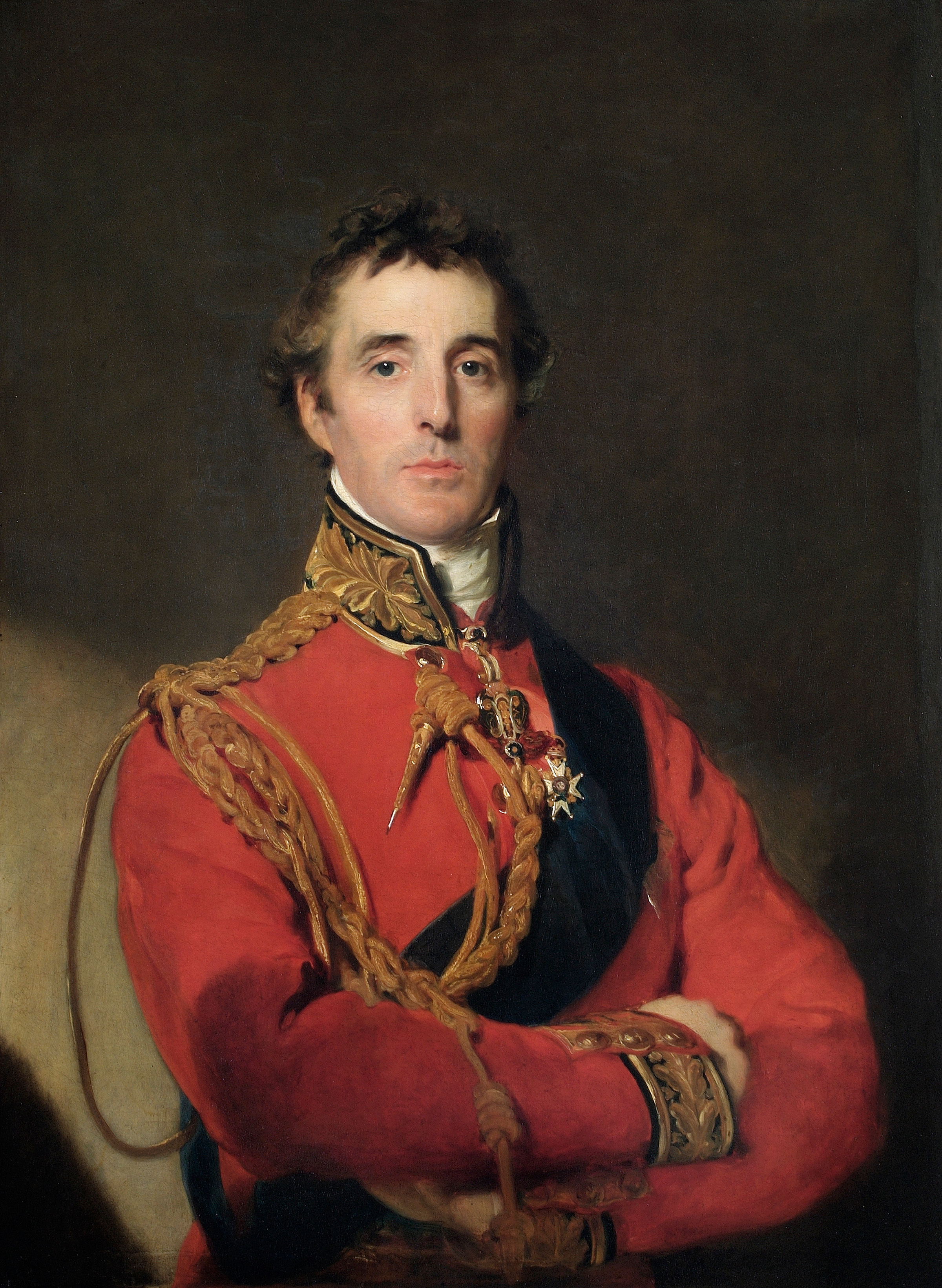
Arthur Wellesley, Marquês de Wellington. Retrato de um homem barbeado, de uniforme militar vermelho e com os braços cruzados.

O exército anglo-luso-espanhol, composto por 35.000 homens, sitiou o castelo de Burgos em 19 de setembro. O General de Brigada Jean-Louis Dubreton comandava dois batalhões do 34º Regimento de Infantaria de Linha, um batalhão do 130º Regimento de Infantaria de Linha, uma bateria de artilharia, uma companhia de sapadores, nove canhões pesados, 11 peças de campanha e seis morteiros, totalizando 2.000 soldados. As defesas internas de Burgos continham uma fortaleza conhecida como Bateria Napoleão. Os historiadores divergem quanto à quantidade de armas pesadas que Wellington tinha disponíveis. Michael Glover escreveu que os britânicos tinham apenas três canhões de 18 libras com 1.306 cartuchos. David Gates afirmou que Wellington trouxe apenas oito canhões de cerco, embora muitas peças capturadas recentemente estivessem disponíveis. Chris McNab atribuiu aos britânicos um total de oito canhões de 24 libras.
O Almirante Sir Home Riggs Popham da Marinha Real Britânica ofereceu-se para desembarcar mais canhões pesados em Santander, mas Wellington recusou-se a usar este recurso.  Após ataques custosos nos cercos de Cidade Rodrigo e Badajoz, ele estava relutante em montar um ataque maciço de infantaria.  Na época, o corpo de sapadores do exército britânico, então chamado de Artífices Militares, estava seriamente subdimensionado. Em Burgos, havia apenas cinco oficiais engenheiros e oito sapadores. Durante a operação de cerco, um engenheiro e um dos sapadores foram mortos, dois engenheiros ficaram feridos e todos os outros sete sapadores também foram feridos.
Wellington ordenou um ataque ao baluarte do monte São Miguel, que guardava os acessos a nordeste do forte, na noite de 19 de setembro. Lançado sem o apoio de artilharia, houve três ataques simultâneos. O 1º Batalhão do 42º Regimento de Infantaria foi avistado pelos franceses ao luar e mais de 200 homens foram abatidos. A brigada portuguesa do Brigadeiro-General Denis Pack sofreu mais 100 baixas. As companhias de flanco britânicas do 1º/42º Regimento de Infantaria, do 1º/24º Regimento de Infantaria e do 1º/79º Regimento de Infantaria conseguiram acessar a retaguarda da estrutura de chifres. De lá, abriram fogo disperso contra os franceses. Os defensores repentinamente debandaram, deixando a estrutura de chifres em posse dos Aliados. O 1º Batalhão do 34º Regimento de Infantaria de Linha perdeu 138 mortos e feridos, além de 60 homens e sete canhões capturados. As perdas aliadas totalizaram 421 mortos e feridos.

### Castelo de Burgos

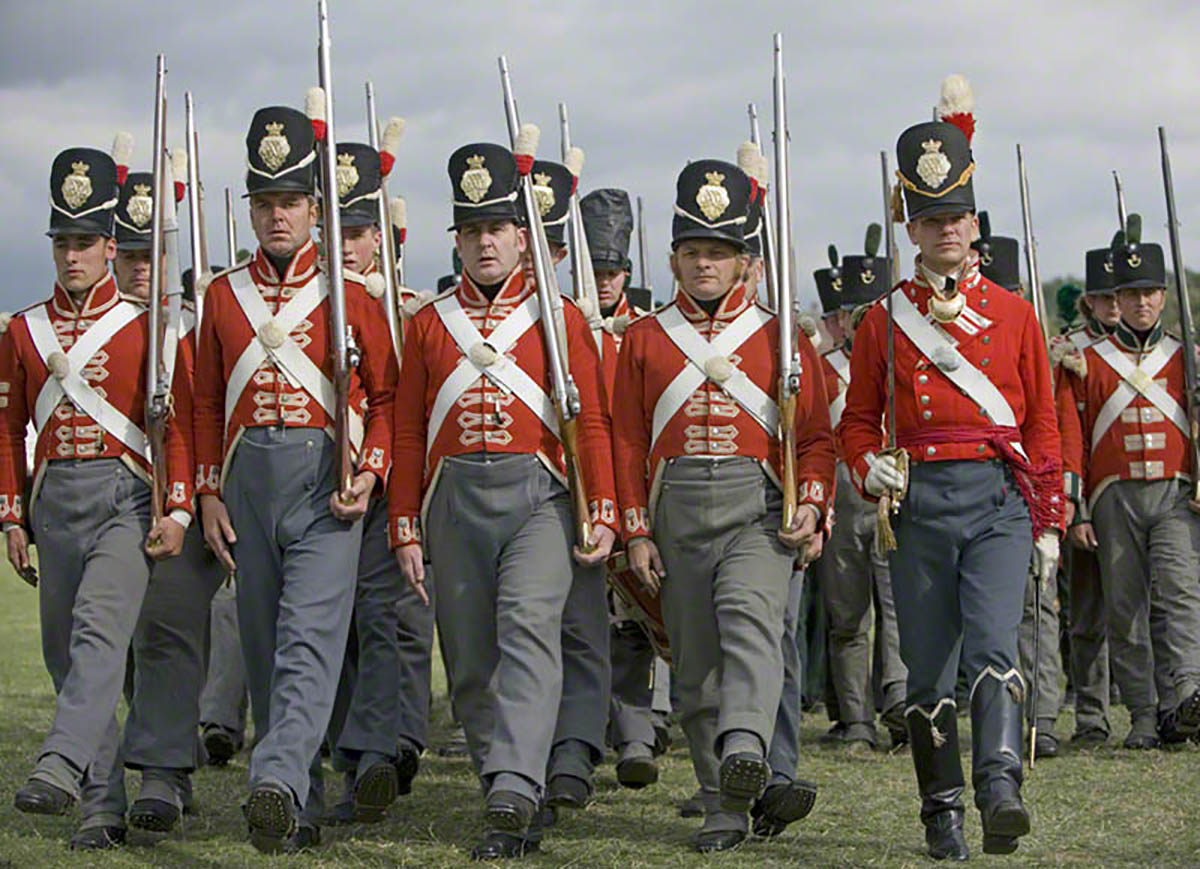
Foto de homens vestidos com uniformes britânicos do início do século XIX. Eles usam casacos vermelhos com cintos brancos cruzados, calças cinzas e barretinas pretas, vestidos como infantaria britânica.

Engenheiros britânicos rapidamente começaram a construir baterias no Monte São Miguel. A primeira bateria foi concluída em 22 de setembro, mas, na esperança de ter sorte novamente, Wellington ordenou um ataque na noite de 22 para 23 de setembro, antes que seus canhões disparassem um único tiro. Homens da 1ª e 6ª Divisões avançaram contra as paliçadas com machados, seguidos por homens com apenas cinco escadas para escalar o muro de 7,3 metros. Eles não conseguiram o apoio de outras tropas e foram facilmente repelidos com 150 dos 400 homens mortos e feridos. Os engenheiros então começaram a cavar uma mina de 18 metros para passar por baixo do muro oeste do forte. Quando isso foi desencadeado nas primeiras horas de 29 de setembro, parte do muro desabou, o grupo avançado de britânicos avançou, mas não recebeu apoio e logo foi rechaçado pelas defesas. Descobriu-se que a mina estava sob um antigo muro enterrado que ficava em frente ao muro moderno. Consequentemente, as principais defesas francesas saíram ilesas da explosão.
Frustrado, Wellington ordenou que seus engenheiros cavassem uma nova mina. Enquanto isso, ele fez seus soldados trabalharem durante a noite para erguer uma bateria de arrombamento perto das muralhas. Ao amanhecer de 1º de outubro, os franceses descobriram essa posição e imediatamente concentraram sua artilharia defensiva. Eles destruíram rapidamente dois dos três canhões e infligiram pesadas baixas às guarnições de artilharia. Na noite seguinte, os britânicos restabeleceram a bateria, mas a viram destruída novamente pela manhã. Em 2 de outubro, Wellington pediu a Popham que enviasse dois canhões de 24 libras para substituir sua artilharia perdida. Acontece que esses canhões não chegaram a tempo. Quando a nova mina finalmente ficou pronta em 4 de outubro, ela foi disparada, abrindo uma brecha de 30 metros na muralha noroeste e matando a maioria dos defensores naquela área. O ataque subsequente conseguiu garantir uma posição nas defesas externas após intensos combates e 220 baixas.
Depois que os Aliados começaram a cavar uma nova trincheira contra as defesas internas, Dubreton lançou uma surtida sem aviso prévio em 5 de outubro. Os atacantes mataram e feriram quase 150 Aliados e levaram ou destruíram grande parte de seus equipamentos. Assim que Wellington retomou as operações de cerco, Dubreton atacou novamente. Às 2h da manhã do dia 8, com um timing perfeito, os franceses saíram do forte e causaram 184 baixas, sofrendo pequenas perdas. A chuva começou a cair torrencialmente, inundando as trincheiras de cerco. Os canhões britânicos na torre de menagem ficaram tão sem munição que balas de canhão francesas foram recuperadas e reutilizadas. Wellington escreveu: "Este é, de longe, o trabalho mais difícil que já tive em mãos, com meios tão insignificantes. Queira Deus que me deem um pouco mais de tempo."
Uma terceira mina foi cavada e, em 18 de outubro, às 16h30, ela foi detonada sob a Capela de São Romão, perto da muralha sul. Ataques foram realizados contra as muralhas oeste e norte, mas o apoio aos ataques foi fraco e, como antes, esses ataques fracassaram diante do fogo intenso, e mais 170 baixas foram adicionadas à conta do açougueiro. Com o exército francês ameaçando sua posição e os problemas decorrentes da escassez de artilharia e munição, Wellington preparou-se para recuar em 21 de outubro. No entanto, não conseguiu retirar todos os seus canhões de cerco. Os engenheiros tentaram demolir as ferragens capturadas, mas suas cargas não explodiram. As perdas britânicas no cerco somaram 550 mortos, 1.550 feridos e três canhões. Os franceses perderam 304 mortos e 323 feridos, além dos 60 capturados.

### Operações

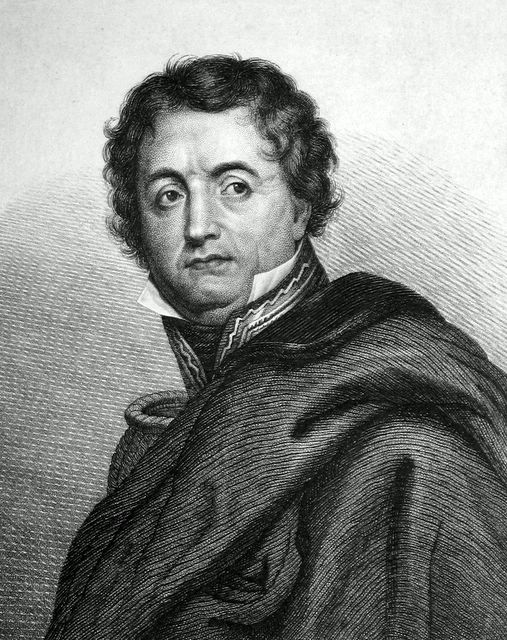
Marechal Nicolas Soult. A impressão mostra um homem barbeado, com uniforme militar, quase todo coberto por uma capa.

Soult levantou o cerco de Cádiz em 25 de agosto de 1812 e abandonou uma enorme caravana de saques em Sevilha no dia 28. No final de setembro, Soult estava em contato com Suchet e José Bonaparte. Em 15 de outubro, as forças de José avançaram sobre Madri com 61.000 soldados e 84 canhões. A coluna de Soult estava à esquerda, enquanto uma segunda coluna sob o comando de Jean-Baptiste Drouet, Conde d'Erlon marchava à direita de Soult. No norte, o Exército Português, com 41.000 homens, do General de Divisão Joseph Souham, foi aumentado para 53.000 homens com a transferência de 6.500 soldados de infantaria e 2.300 de cavalaria do Exército do Norte e com 3.400 reforços da França.
Para conter essas grandes concentrações, Wellington mobilizou 73.000 soldados. Em Burgos, ele contava com 24.000 anglo-portugueses e os 11.000 espanhóis de Santocildes. No sul, Hill ocupou Toledo com 20.000 soldados, enquanto o Major-General Charles Alten manteve Madri com 18.000 militares. Irritado por Wellington ter recebido o comando supremo na Espanha, o General Francisco Ballesteros recusou-se a obedecer às ordens do general britânico de obstruir o movimento de Soult. Grandes esperanças foram depositadas em 8.000 anglo-sicilianos sob o comando do Tenente-General Thomas Maitland em Alicante na costa leste. Maitland permaneceu completamente inerte durante esta crise. Wellington estava 241 km ao norte de Madri, em Burgos, perigosamente separado do exército de Hill. Para piorar a situação, o Tejo não era um obstáculo militar sério devido ao nível inesperadamente baixo. Quando Wellington percebeu o quão em desvantagem numérica estava em relação a Souham, sentiu-se afortunado por escapar ileso. Mais tarde, escreveu: "Eu não tinha motivos para acreditar que o inimigo fosse tão forte até vê-los. Felizmente, eles não me atacaram: se tivessem atacado, eu teria sido destruído." Mesmo assim, ele relutava em empreender uma longa retirada.

## Consequências
A guerra de guerrilha prosseguiu até o fim da Guerra Peninsular.
A guerra convencional espanhola prosseguiu até o fim da Guerra Peninsular.
A terceira campanha portuguesa terminou com a retirada francesa de Portugal.
O contra-ataque de outono francês terminou com a ocupação francesa de Madri.
A derrota do Rei José Bonaparte começou com o abandono francês de Madri e levou à Batalha de Vitória.

### Burgos

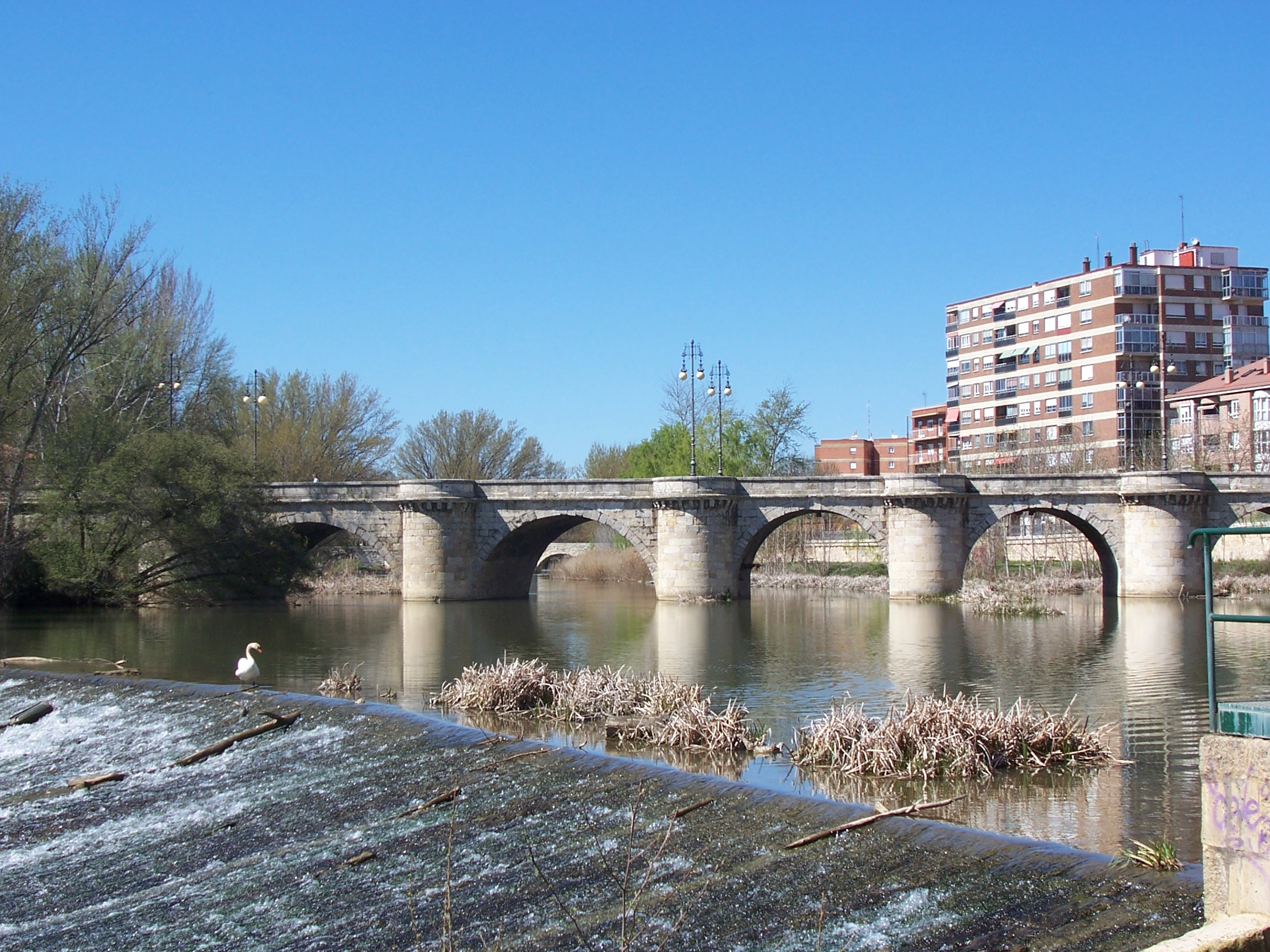
Ponte de pedra em Palência. Foto retrata uma ponte de pedra com cinco arcos cruzando um rio.

Wellington levantou o cerco de Burgos em 21 de outubro. Ele escapou discretamente, sem ser detectado pelos franceses até o final de 22 de outubro. A Batalha de Venta del Pozo foi travada no dia 23. A maior parte do exército aliado recuou para trás do rio Pisuerga em Torquemada naquele dia. Entre 25 e 29 de outubro, Souham e Wellington lutaram uma série de ações ao longo dos rios Pisuerga e Carrión em Palência, Villamuriel de Cerrato e Tordesilhas, que são coletivamente chamados de Batalha de Tordesilhas. Quando os franceses tomaram a ponte sobre o rio Douro em Tordesilhas no dia 29, Wellington foi obrigado a ordenar uma retirada.

### Madri
Em 29 de outubro, Hill recebeu a ordem positiva de Wellington para abandonar Madri e marchar para se juntar a ele. Após um confronto com a vanguarda de Soult em Perales de Tajuña no dia 30, Hill rompeu o contato e recuou na direção de Alba de Tormes. José Bonaparte retornou à sua capital em 2 de novembro. Ansioso para destruir os britânicos, correu atrás deles sem se preocupar em deixar uma guarnição em Madri. A retirada dos Aliados continuou até que Wellington e Hill uniram forças em 8 de novembro, perto de Alba de Tormes. Em 15 de novembro, os 80.000 franceses de Soult enfrentaram os 65.000 aliados de Wellington no antigo campo de batalha de Salamanca. Para a decepção de muitos soldados e generais franceses, Soult recusou-se a atacar. Wellington começou a recuar para o oeste naquela tarde.

### Retirada
Os arranjos logísticos do exército de Wellington fracassaram e os soldados aliados marcharam sob chuva fria e torrencial por quatro dias com pouquíssima comida. Soult enviou apenas sua cavalaria atrás dos Aliados. Mesmo assim, a cavalaria francesa capturou centenas de soldados retardatários. Em 16 de novembro, 600 soldados aliados foram capturados pelos franceses. O número de prisioneiros foi ainda maior no dia 17, incluindo o segundo em comando de Wellington, o General Edward Paget. Antes de chegar à fortaleza amiga de Cidade Rodrigo, os exércitos aliados perderam 5.000 homens, a maioria soldados que morreram de fome ou de frio na retirada caótica. Parecia que todos os esforços de Wellington em 1812 tinham sido em vão. No entanto, seu exército anglo-português havia conquistado uma ascendência moral sobre os franceses que jamais abandonaria.